# Argot
Argot je vrstva slovní zásoby, žargon užívaný společenskou spodinou (zloději, překupníky, narkomany apod.). Účelem tvoření zvláštních pojmenování je utajit obsah sdělení před nezasvěcenými posluchači. Věda, která se argotem zabývá, se jmenuje argotologie.
Některé výrazy z argotu mohou být prozrazeny, a tím přestanou být součástí argotu a stanou se součástí běžné slovní zásoby. Příkladem argotu je francouzský verlan, který používá k utajení prohazování slabik.
Inna Kalita charakterizuje argot jako tajný komunikativní prostředek, který je prostředkem omezeného společenství, jenž se vyvíjel v dichotomické opozici dozorce – odsouzený. Odsouzený vytváří u známých, již existujících lexémů známky sekundární sémantiky, které by neměly být srozumitelné dozorci, anebo odsouzený tvoří lexém úplně nový. Argot vzniká v teritoriálně omezeném prostoru, jeho vznik je podmíněn omezujícím (trestním) rámcem – omezením osobní svobody. Nositelé argotu se nesnaží vyčnívat ve svém prostředí, ale kladou si za cíl izolovat své prostředí od vnějšího.

## Příklady argotu
I v argotu se mohou uplatňovat morfologické a fonologické změny obecné češtiny, které následující seznam nereflektuje.
- bahno – pivo
- božena, rumunsko, rumcajs – rum, při výrazu "božena" se zpravidla myslí přímo Božkov Tuzemský
- bovér, loutka – bezdomovec (brn. hantec)
- basa – věznice[3]
- benga, fízl, chlupatý, švestky – policie, městská policie (strážníci)
- bručet, sedět (v base) – vykonávání trestu odnětí svobody[3]
- cikán, cigán, morgoš – příslušník Romského etnika
- čokl – pes
- čorka – zloděj
- čorkařit, čórkařit – krást
- čornout, šlohnout – ukrást
- dacan – vagabund, darebák, potvora
- filda – filozofická fakulta
- gumovka, čůčo – víno z PET lahve, popř. krabicové víno
- káča – kasa, trezor
- kapr, mega – 1 milion (zpravidla Kč)
- kilo – 100 Kč, lze přechýlit i numericky, např. dvoukilo (200 Kč), pětikilo (500 Kč)
- litr, hadr, papír – 1 000 Kč, lze přechýlit i numericky, např. dvoulitr (2 000 Kč), pětilitr (5 000 Kč)
- krochna, stříkačka – střelná zbraň (pistole)
- love, prachy, škvára, škrobeníčko, vata, chechtáky, mazivo – peníze
- máčka – cigarety značky Marlboro
- oddělat, sejmout, vyndat, vypnout (něco, někoho) – zabít, zavraždit
- odprásknout – zastřelit
- prágl – Praha
- puma – vyšetřovací soudce
- raky – hodinky
- rychna – zápach (brn. hantec)
- skéro, ganja, green, weed, joint, kloub, páv, mařena – marihuana
- spuknout (moravsky) – kouřit
- šmejd – podvodník, nekvalitní produkt
- tlama – udavač
- udělat, vybílit, napakovat se – vykrást, vyloupit
- včelička – náboj (střelivo)
- velryba – manželka
- větve, čongové, větroši – Vietnamci
- vítr – strach
- (v)odprejskni (původně: odprejskni, emaile[3]) – odejdi